# Unione Sportiva Fascista Salernitana 1938-1939
Questa pagina raccoglie i dati riguardanti la Unione Sportiva Fascista Salernitana nelle competizioni ufficiali della stagione 1938-1939.

## Stagione
La Salernitana approda per la prima volta nella storia in Serie B, ma l'esperienza risulterà molto sfortunata.
Contro l'Anconitana-Bianchi dell'ex tecnico Ferenc Hirzer, infatti, a circa 5 minuti dalla fine l'arbitro assegna un gol viziato da fallo di mano da un giocatore dell'Anconitana-Bianchi. L'indignazione dei salernitani conseguente a tale decisione non è molto contenuta: l'arbitro scrive nel suo referto di aver ricevuto un calcio e punisce diversi giocatori campani con delle squalifiche pesanti: il difensore Zaramela, per esempio, sarà squalificato fino al termine del campionato. I campani concludono così al penultimo posto il girone unico di Serie B, ma si tolgono alcune soddisfazioni, come il pareggio in casa per 1-1 contro la capolista Fiorentina, il 5-0 rifilato al Casale e il 7-1 alla Sanremese.

## Divise
La Salernitana dal 1929 al 1943 adotterà nuovamente come colore sociale il bianco-celeste, ma in alcune gare giocherà con la maglia interamente celeste.
| Manica sinistra · Manica sinistra · Maglietta · Maglietta · Manica destra · Manica destra · Pantaloncini · Calzettoni | Manica sinistra · Maglietta · Maglietta · Manica destra · Pantaloncini · Calzettoni | Manica sinistra · Maglietta · Maglietta · Manica destra · Pantaloncini · Calzettoni |

## Organigramma societario
Fonte
Area direttiva
- Presidente: Giuseppe Carpinelli
- Segretario: Tommaso Granati

Area tecnica
- Allenatore: Franz Hänsel, dal 4/04/1939 Attila Sallustro

Area sanitaria
- Medico Sociale: Cristoforo Capone
- Massaggiatore: Angelo Carmando

## Rosa
Fonte
| N. |                   | Ruolo | Calciatore           |
| -- | ----------------- | ----- | -------------------- |
|    | Italia (bandiera) | P     | Ubaldo Narducci      |
|    | Italia (bandiera) | P     | Ivo Paolini          |
|    | Italia (bandiera) | P     | Giovanni Scannapieco |
|    | Italia (bandiera) | D     | Pierino Bonfanti     |
|    | Italia (bandiera) | D     | Paolo Canazza Ronzan |
|    | Italia (bandiera) | D     | Attilio Pezzullo     |
|    | Italia (bandiera) | D     | Domenico Zaramella   |
|    | Italia (bandiera) | C     | Luigi Bergamini      |
|    | Italia (bandiera) | C     | Danilo Casagrande    |
|    | Italia (bandiera) | C     | Indro Cenci          |
|    | Italia (bandiera) | C     | Walter Corsanini     |
|    | Italia (bandiera) | C     | Carmine Iacovazzo    |

| N. |                   | Ruolo | Calciatore                    |
| -- | ----------------- | ----- | ----------------------------- |
|    | Italia (bandiera) | C     | Renato Molena                 |
|    | Italia (bandiera) | C     | Ernesto Zambianchi            |
|    | Italia (bandiera) | C     | Antonio Valese                |
|    | Italia (bandiera) | C     | Mario Saracino                |
|    | Italia (bandiera) | C     | Giuseppe Trotter              |
|    | Italia (bandiera) | A     | Mario Bergonzini              |
|    | Italia (bandiera) | A     | Alfonso Carella               |
|    | Italia (bandiera) | A     | Oprando Jacoponi              |
|    | Italia (bandiera) | A     | Arturo Presselli              |
|    | Italia (bandiera) | A     | Guglielmo Riccardi            |
|    | Italia (bandiera) | A     | Attila Sallustro (allenatore) |
|    | Italia (bandiera) | A     | Eugenio Tabacchi              |

## Risultati

### Serie B

#### Girone di andata
| Arbitro: | Forni (Trento) |

|            |           |  |
| Sichel 72’ | Marcatori |  |

| Arbitro: | Leoni (Milano) |

|                    |           |              |
| Schiavi 25’ (aut.) | Marcatori | 21’ Nicolosi |

| Arbitro: | Limido (Milano) |

|                             |           |  |
| Degli Esposti 38’ Orzan 67’ | Marcatori |  |

| Arbitro: | Magrini (Perugia) |

|                                |           |            |
| Valese 26’, 51’ Bergonzini 67’ | Marcatori | 34’ Parodi |

| Arbitro: | Coletti (Treviso) |

|                            |           |  |
| Biraghi 1’, 65’ Quario 67’ | Marcatori |  |

| Arbitro: | Marsciani (Modena) |

|            |           |                    |
| Carella 5’ | Marcatori | 39’, 66’ Diotalevi |

| Arbitro: | Tonnetti (Roma) |

|               |           |  |
| Bergonzini 7’ | Marcatori |  |

| Arbitro: | Limido (Milano) |

|             |           |  |
| Dalfini 61’ | Marcatori |  |

| Arbitro: | Pirovano (Monza) |

|             |           |  |
| Mantero 77’ | Marcatori |  |

| Arbitro: | Magrini (Perugia) |

|                          |           |           |
| Valese 6’ Bergonzini 80’ | Marcatori | 55’ Rosso |

| Arbitro: | Dellarole (Roma) |

|            |           |             |
| Valese 52’ | Marcatori | 32’ Celoria |

| Ancona 18 dicembre 1938 12ª giornata | Anconitana-Bianchi | 2 – 0 a tavolino referto | Salernitana | Campo del Littorio\| Arbitro: \| Leoni (Milano) \| |
| Arbitro:                             | Leoni (Milano)     |                          |             |                                                    |

| Arbitro: | Moretti (Genova) |

|                                       |           |              |
| Svageli 9’ Belardini 32’ Anguilla 48’ | Marcatori | 28’ Tabacchi |

| Arbitro: | Moretti (Genova) |

|             |           |              |
| Tabacchi 9’ | Marcatori | 5’, 27’ Rier |

| Arbitro: | Zelocchi (Modena) |

|               |           |                         |
| Garavelli 84’ | Marcatori | 74’ Cenci 86’ Presselli |

| Arbitro: | Curradi (Firenze) |

|               |           |  |
| Presselli 90’ | Marcatori |  |

| Arbitro: | Gnocchini (Como) |

|                                  |           |               |
| Faccenda 33’, 55’ Bertoni II 65’ | Marcatori | 84’ Presselli |

#### Girone di ritorno
| Salerno 5 febbraio 1939 18ª giornata | Salernitana      | 0 – 0 referto | Fanfulla | Campo Littorio\| Arbitro: \| Soliani (Genova) \| |
| Arbitro:                             | Soliani (Genova) |               |          |                                                  |

| Arbitro: | Coletti (Treviso) |

|                                |           |  |
| Cominelli 64’, 75’ Saccone 89’ | Marcatori |  |

| Arbitro: | Salvatori (Roma) |

|            |           |  |
| Valese 58’ | Marcatori |  |

| Arbitro: | Pirovano (Monza) |

|                                                     |           |               |
| Massiglia 20’, 69’ Pietruzzi 63’ Taverna 81’ (rig.) | Marcatori | 87’ Sallustro |

| Arbitro: | Fois (Roma) |

|                           |           |                                 |
| Trotter 46’ Presselli 81’ | Marcatori | 6’ Quario 57’ Bussola 75’ Pozzo |

| Arbitro: | Rosso (Torino) |

|                                        |           |               |
| Rossetti 14’ Diotalevi 70’ Zuliani 89’ | Marcatori | 75’ Iacovazzo |

| Arbitro: | Rizzo (Messina) |

|                          |           |                          |
| Giangolini 20’, 33’, 37’ | Marcatori | 70’ Carella 85’ Riccardi |

| Arbitro: | Carletti (Ancona) |

|                                |           |                                     |
| Iacovazzo 34’ Cenci 59’ (rig.) | Marcatori | 24’, 37’ Di Prisco 35’, 55’ Andreis |

| Arbitro: | Scotti (Taranto) |

|                                                                                          |           |             |
| Valese 14’, 16’ Cenci 42’ (rig.) Iacovazzo 55’ Jacoponi 60’ Presselli 80’ Bergonzini 82’ | Marcatori | 75’ Bertolo |

| Arbitro: | Neri (Vicenza) |

|                        |           |  |
| Ussello 43’ Coccia 62’ | Marcatori |  |

| Arbitro: | Rosso (Torino) |

|                      |           |  |
| Menti 33’ Grolli 72’ | Marcatori |  |

| Arbitro: | Zambotto (Padova) |

|                         |           |  |
| Jacoponi 66’ Valese 88’ | Marcatori |  |

| Arbitro: | Soliani (Genova) |

|            |           |  |
| Valese 58’ | Marcatori |  |

| Arbitro: | Scotti (Taranto) |

|                                        |           |  |
| Pacini 42’ Di Falco 56’ De Rosalia 69’ | Marcatori |  |

| Arbitro: | Nocentini (Palermo) |

|                                                                        |           |  |
| Valese 16’ (rig.) Presselli 56’, 80’ Canazza Ronzan 82’ Bergonzini 88’ | Marcatori |  |

| Arbitro: | Mantovani (Ferrara) |

|                                        |           |  |
| Alberti 30’ Lombardi 52’ Stefanini 67’ | Marcatori |  |

| Arbitro: | Salvatori (Roma) |

|            |           |                         |
| Valese 46’ | Marcatori | 47’ Ciferri 62’ Bertoni |

### Coppa Italia

#### Terzo turno
| Arbitro: | Rizzo (Messina) |

|                 |           |                                 |
| Vivian 57’, 62’ | Marcatori | 30’, 105’ Valese 47’ Bergonzini |

#### Sedicesimi di finale
| Arbitro: | Fois (Roma) |

|                      |           |               |
| Arcari (IV) 43’, 54’ | Marcatori | 64’ Presselli |

## Statistiche

### Statistiche di squadra
| Competizione | Punti | In casa | In casa | In casa | In casa | In casa | In casa | In trasferta | In trasferta | In trasferta | In trasferta | In trasferta | In trasferta | Totale | Totale | Totale | Totale | Totale | Totale | DR  |
| Competizione | Punti | G       | V       | N       | P       | Gf      | Gs      | G            | V            | N            | P            | Gf           | Gs           | G      | V      | N      | P      | Gf     | Gs     | DR  |
| ------------ | ----- | ------- | ------- | ------- | ------- | ------- | ------- | ------------ | ------------ | ------------ | ------------ | ------------ | ------------ | ------ | ------ | ------ | ------ | ------ | ------ | --- |
| Serie B      | 23    | 17      | 9       | 3       | 5       | 32      | 18      | 17           | 1            | 0            | 16           | 8            | 40           | 34     | 10     | 3      | 21     | 40     | 58     | -18 |
| Coppa Italia | -     | 0       | 0       | 0       | 0       | 0       | 0       | 2            | 1            | 0            | 1            | 4            | 4            | 2      | 1      | 0      | 1      | 4      | 4      | 0   |
| Totale       | -     | 17      | 9       | 3       | 5       | 32      | 18      | 19           | 2            | 0            | 17           | 12           | 44           | 36     | 11     | 3      | 22     | 44     | 62     | -18 |

### Andamento in campionato
| Giornata  | 1  | 2  | 3  | 4  | 5  | 6  | 7  | 8  | 9  | 10 | 11 | 12 | 13 | 14 | 15 | 16 | 17 | 18 | 19 | 20 | 21 | 22 | 23 | 24 | 25 | 26 | 27 | 28 | 29 | 30 | 31 | 32 | 33 | 34 |
| --------- | -- | -- | -- | -- | -- | -- | -- | -- | -- | -- | -- | -- | -- | -- | -- | -- | -- | -- | -- | -- | -- | -- | -- | -- | -- | -- | -- | -- | -- | -- | -- | -- | -- | -- |
| Luogo     | T  | C  | T  | C  | T  | C  | C  | T  | T  | C  | C  | T  | T  | C  | T  | C  | T  | C  | T  | C  | T  | C  | T  | T  | C  | C  | T  | T  | C  | C  | T  | C  | T  | C  |
| Risultato | P  | N  | P  | V  | P  | P  | V  | P  | P  | V  | N  | P  | P  | P  | V  | V  | P  | N  | P  | V  | P  | P  | P  | P  | P  | V  | P  | P  | V  | V  | P  | V  | P  | P  |
| Posizione | 15 | 16 | 17 | 14 | 15 | 17 | 14 | 15 | 17 | 16 | 15 | 16 | 17 | 17 | 17 | 17 | 17 | 17 | 17 | 17 | 17 | 17 | 17 | 17 | 17 | 17 | 17 | 17 | 17 | 17 | 17 | 17 | 17 | 17 |

Fonte:  Serie B 1938-1939, su calciometro.it. URL consultato il 12 maggio 2019 (archiviato dall'url originale il 24 dicembre 2014).
Legenda:

Luogo: C = Casa; T = Trasferta. Risultato: V = Vittoria; N = Pareggio; P = Sconfitta.

### Statistiche dei giocatori
Fonte
| Giocatore         | Serie B  | Serie B | Serie B     | Serie B    | Coppa Italia | Coppa Italia | Coppa Italia | Coppa Italia | Totale   | Totale | Totale      | Totale     |
| Giocatore         | Presenze | Reti    | Ammonizioni | Espulsioni | Presenze     | Reti         | Ammonizioni  | Espulsioni   | Presenze | Reti   | Ammonizioni | Espulsioni |
| ----------------- | -------- | ------- | ----------- | ---------- | ------------ | ------------ | ------------ | ------------ | -------- | ------ | ----------- | ---------- |
| L. Bergamini      | 0        | 0       | 0           | 0          | ?            | 0            | ?            | ?            | 0+       | 0      | 0+          | 0+         |
| M. Bergonzini     | 25       | 5       | ?           | ?          | ?            | 1            | ?            | ?            | 25+      | 6      | ?           | ?          |
| P. Bonfanti       | 25       | 0       | ?           | ?          | ?            | 0            | ?            | ?            | 25+      | 0      | ?           | ?          |
| P. Canazza Ronzan | 30       | 1       | ?           | ?          | ?            | 0            | ?            | ?            | 30+      | 1      | ?           | ?          |
| A. Carella        | 18       | 2       | ?           | ?          | ?            | 0            | ?            | ?            | 18+      | 2      | ?           | ?          |
| D. Casagrande     | 26       | 0       | ?           | ?          | ?            | 0            | ?            | ?            | 26+      | 0      | ?           | ?          |
| I. Cenci          | 29       | 3       | ?           | ?          | ?            | 0            | ?            | ?            | 29+      | 3      | ?           | ?          |
| W. Corsanini      | 6        | 0       | ?           | ?          | ?            | 0            | ?            | ?            | 6+       | 0      | ?           | ?          |
| C. Iacovazzo      | 23       | 3       | ?           | ?          | ?            | 0            | ?            | ?            | 23+      | 3      | ?           | ?          |
| O. Jacoponi       | 15       | 2       | ?           | ?          | ?            | 0            | ?            | ?            | 15+      | 2      | ?           | ?          |
| R. Molena         | 0        | 0       | 0           | 0          | ?            | 0            | ?            | ?            | 0+       | 0      | 0+          | 0+         |
| U. Narducci       | 29       | -44     | ?           | ?          | ?            | -?           | ?            | ?            | 29+      | -44+   | ?           | ?          |
| I. Paolini        | 3        | -5      | ?           | ?          | ?            | -?           | ?            | ?            | 3+       | -5+    | ?           | ?          |
| A. Pezzullo       | 6        | 0       | ?           | ?          | ?            | 0            | ?            | ?            | 6+       | 0      | ?           | ?          |
| A. Presselli      | 21       | 7       | ?           | ?          | ?            | 1            | ?            | ?            | 21+      | 8      | ?           | ?          |
| G. Ricciardi      | 5        | 1       | ?           | ?          | ?            | 0            | ?            | ?            | 5+       | 1      | ?           | ?          |
| A. Sallustro      | 14       | 1       | ?           | ?          | ?            | 0            | ?            | ?            | 14+      | 1      | ?           | ?          |
| M. Saracino       | 5        | 0       | ?           | ?          | ?            | 0            | ?            | ?            | 5+       | 0      | ?           | ?          |
| G. Scannapieco    | 2        | -7      | ?           | ?          | ?            | -?           | ?            | ?            | 2+       | -7+    | ?           | ?          |
| E. Tabacchi       | 9        | 2       | ?           | ?          | ?            | 0            | ?            | ?            | 9+       | 2      | ?           | ?          |
| G. Trotter        | 25       | 1       | ?           | ?          | ?            | 0            | ?            | ?            | 25+      | 1      | ?           | ?          |
| A. Valese         | 34       | 11      | ?           | ?          | ?            | 2            | ?            | ?            | 34+      | 13     | ?           | ?          |
| E. Zambianchi     | 13       | 0       | ?           | ?          | ?            | 0            | ?            | ?            | 13+      | 0      | ?           | ?          |
| D. Zaramella      | 10       | 0       | ?           | ?          | ?            | 0            | ?            | ?            | 10+      | 0      | ?           | ?          |